# 田中雅明
田中 雅明（たなか まさあき）は、日本の電子工学者。東京大学大学院工学系研究科電気系工学専攻教授。工学博士。スピントロニクスに関する研究で有名。

## 略歴
- 1984年 東京大学工学部電子工学科卒業
- 1989年
  - 東京大学大学院工学系研究科博士課程修了。“Atomically Controlled Growth of Semiconductor Heterostructures by Molecular Beam Epitaxy and Their Electronic Properties”で工学博士。
  - 東京大学工学部電子工学科 助手
- 1990年 東京大学工学部電気工学科 講師
- 1992 - 94年 米国ベル通信研究所 Visiting Research Scientist
- 1994年 東京大学工学部電子情報工学科・助教授
- 1995年－2004年 東京大学大学院工学系研究科電子工学専攻・助教授
- 2004年－2008年 東京大学大学院工学系研究科電子工学専攻・教授
- 2008年－現在　 東京大学大学院工学系研究科電気系工学専攻・教授
- 2016年－現在　 東京大学大学院工学系研究科スピントロニクス学術連携研究教育センター長

## 受賞歴
- 2003年 日本IBM科学賞
- 平成18年（2006年）度 日本学術振興会賞